# Abd al-Hamid Hamdi
Abd al-Hamid Hamdi (arab. عبد الحميد حمدي) – egipski piłkarz występujący na pozycji bramkarza. Uczestnik Igrzysk Olimpijskich 1928.
Zawodnik był członkiem reprezentacji Egiptu podczas igrzysk w 1928 roku, z którą zajął wówczas 4. miejsce w turnieju. Piłkarz wystąpił w trzech z czterech spotkań, jakie rozegrała jego drużyna. Zabrakło go jedynie w meczu półfinałowym z Argentyną, przegranym 0:6, kiedy to zastąpił go Muhammad Ali Rustam.